# Raymond Cartier
Raymond Cartier (* 13. Juni 1904 in Niort; † 18. Februar 1975) war ein französischer Journalist und Schriftsteller.

## Leben
Bereits während seines Universitätsstudiums war Cartier politischer Redakteur der Zeitung Écho de Paris. 1937 wurde er Mitbegründer der Zeitschrift L’Époque. 1944 und 1945 war er Hauptmann der französischen Militärpolizei. In dieser Funktion befragte er auch den Chef der Gesundheitsabteilung des Hygieneinstitut der Waffen-SS Kurt Gerstein.
Cartier war 1949 bei der Gründung der inzwischen weltberühmten Zeitschrift Paris Match mit dabei, deren Chefredakteur er während der Sechzigerjahre war.
1965 veröffentlichte er Histoire de la Seconde Guerre mondiale, mittlerweile ein geschichtliches Standardwerk über den Zweiten Weltkrieg.
1971 folgte Histoire mondiale de l'Après-Guerre, in dem die Geschichte nach Kriegsende bis etwa 1963 fortgeschrieben wird.

## Werke
- Achtundvierzig mal Amerika. R. Piper Verlag, München, 1954, Titel der Originalausgabe: Les 48 Amériques, Paris, Plon, 1953, Neuausgabe unter dem Titel Fünfzigmal Amerika. R. Piper Verlag, München, 1954.
- Europa erobert Amerika : eine Geschichte der Besiedelung Nordamerikas, Titel der Originalausgabe: L' Europe à la conquête de l'Amérique, Paris, Plon, 1956.
- Die Sowjets : wie sie sind – wie sie uns sehen, R. Piper Verlag, München, Titel der Originalausgabe: L' étranger devant l'U.R.S.S.
- Die Welt, woher sie kommt, wohin sie geht, Blüchert, Hamburg 1957.
- Die Welt – der Mensch und die Erde, Blüchert, Hamburg 1959.
- Tokio. 9 Millionen Japaner, Blüchert, Hamburg 1961.
- Hitler et ses généraux. Les secrets de la guerre, Fayard, Paris 1962.
- Peter der Große. Kaiser und Barbar, Bechtle, München 1964.
- Der Zweite Weltkrieg Bd. I: 1939–1942, Bd. II: 1942–1945; R. Piper Verlag, München; Titel der Originalausgabe: La Seconde Guerre mondiale, Paris, Larousse Paris Match, 1965.
- Der Zweite Weltkrieg Bd. I: 1939–1942, Bd. II: 1942–1945; Lingen Verlag, Köln, 1967; Lizenzausgabe des R. Piper Verlag, München.
- Nach dem Zweiten Weltkrieg Mächte und Männer 1945-1963; R. Piper Verlag, München; Titel der Originalausgabe: Histoire mondiale de l'Apres-Guerre, 1971.
- Adolf Hitler à l'assaut du pouvoir, Laffont, Paris 1975
- Vom Ersten zum Zweiten Weltkrieg: 1918 - 1939, R. Piper Verlag, München, 1982.

| Personendaten    | Personendaten                               |
| ---------------- | ------------------------------------------- |
| NAME             | Cartier, Raymond                            |
| KURZBESCHREIBUNG | französischer Journalist und Schriftsteller |
| GEBURTSDATUM     | 13. Juni 1904                               |
| GEBURTSORT       | Niort                                       |
| STERBEDATUM      | 18. Februar 1975                            |